# Ronde van Italië 2008/Eerste etappe
De eerste etappe van de Ronde van Italië 2008 werd op 10 mei verreden. 
De eerste etappe in de Ronde van Italië was net zoals vorig jaar een ploegentijdrit. Vorig jaar startte men op Sardinië, terwijl de karavaan dit jaar afzakte naar Sicilië. Met name de hoofdstad Palermo. Er werd een parcours van 23.6 kilometer uitgetekend langs de mooiste plekjes van deze maffiastad. Zo passeerden de ploegen langs het stadion van de serie A-ploeg. Het parcours was zeker niet zo selectief als in 2007, maar in het tweede deel van de tijdrit was er wel een stuk vals plat, waar eventueel de beslissing kon vallen.
Team Milram mocht het spits van deze Ronde van Italië afbijten. Zij reden als eersten om 15u.30 van het startpodium. Met een ploeg zonder Alessandro Petacchi eindigden ze net buiten de top 10. De eerste richttijd werd neergezet door Tinkoff. De Italiaanse-Russische ploeg bleef lange tijd staan aan de kop, maar werden nog door zeven andere ploegen overklast. Dé topfavorieten voor deze ploegentijdrit, Team Slipstream, gingen al tamelijk vroeg van start in vergelijking met de andere topploegen. Aan het eerste tussenpunt zetten ze een behoorlijk trage tijd neer, maar ze versnelden dan in het tweede deel. David Millar trok op het stukje vals plat zo hard door dat ze nog maar met zes renners overbleven. Aan de finish moest de Brit zelf lossen. Christian Vande Velde mocht als eerste van de ploeg over de streep rijden, want “hij was hier zonder twijfel de sterkste”, aldus het ploegcommentaar.
Het zag er lange tijd naar uit dat de tijd van Slipstream niet ging standhouden, want vele ploegen gingen hen aan het eerste tussenpunt voorbij. Zo prutste Team High Road 13 seconden van hun tijd af na een 10-tal kilometer. Ondertussen kwam het geplaagde Astana aan de streep met een tweede tijd. Zij hadden 29 seconden achterstand op de Amerikaanse ploeg. Verschillende ploegen, waaronder Barloworld, LPR en Liquigas gingen Astana nog voorbij, maar ook zij kwamen tekort op Slipstream. In het tweede deel van de tijdrit werden zij volledig weggeblazen, terwijl ze aan het eerste tussenpunt een paar seconden voorsprong hadden.
De enige ploegen die nog enigszins in de buurt kwamen, waren Team High Road die echter moesten wachten op hun kopman Kanstantsin Siwtsow, waardoor ze zeven seconden tekortkwamen aan de streep. Zonder dat oponthoud waren zij hier waarschijnlijk de winnaar. De Brit Bradley Wiggins moest zijn kopman letterlijk aanporren. Het was uiteindelijk Team CSC dat het dichtst in de buurt kwam. Met een soort van B-ploeg – aangezien de echte kopmannen niet aan de start stonden – verloren ze zes seconden. Het was dus uiteindelijk Christian Vande Velde die al eerste de roze trui mocht aantrekken. Geen enkele ploeg heeft de Giro hier verloren, maar Gilberto Simoni en Riccardo Riccò kregen pijnlijk tijdsverlies aan de broek.
1e etappe ·
2e etappe ·
3e etappe ·
4e etappe ·
5e etappe ·
6e etappe ·
7e etappe ·
8e etappe ·
9e etappe ·
10e etappe ·
11e etappe ·
12e etappe ·
13e etappe ·
14e etappe ·
15e etappe ·
16e etappe ·
17e etappe ·
18e etappe ·
19e etappe ·
20e etappe ·
21e etappe
Startlijst · Eindstanden · Afbeeldingen